# 金ヶ岬
金ヶ岬（かながみさき）は、京都府舞鶴市に属し、日本海（若狭湾西部）に面する岬。
舞鶴湾の湾口の西側、栗田湾の東に位置する。若狭湾国定公園に含まれる。

## 地理
- 若狭湾に突出している形になっている。
- 地形は海に面して断崖絶壁であり、険しく聳え立つ。